# Christine Willes
Christine Willes é uma atriz de teatro, televisão e cinema canadense.

## Carreira
É mais conhecida por seus papéis como Delores Herbig da comédia dramática Dead Like Me apresentada pelo canal de televisão Showtime, Gladys o gênio do mal do Departamento de Veículos Automotores dos Estados Unidos no drama sobrenatural Reaper e pelo seu papel como Vovó Bondade na série Smallville, sendo as duas últimas séries apresentadas pelo canal The CW Television Network. Seu último trabalho foi em Red Riding Hood como Madame Lazar.
Christine é vencedora de 3 prêmios Jessie Awards